# Los Andes Sotomayor
Los Andes Sotomayor est une municipalité située dans le département de Nariño en Colombie.